# Lomme - Lambersart (metrostation)
Het metrostation Lomme - Lambersart  is een station van metrolijn 2 van de metro van Rijsel, gelegen in de stad Lambersart. De naam van dit station komt van de twee plaatsen waaronder het zich bevindt; de deelgemeente Lomme en de gemeente Lambersart. Om precies te zijn ligt het station zelf en een van de uitgangen binnen de grenzen van Lambersart en een andere uitgang in Lomme.
Dit station is een van de drie gedeeltelijke eindstations van de metrolijn 2. Tijdens de spits eindigen sommige metrostellen in de richting van Saint-Philibert bij dit station en gaan direct de andere richting op.